# Gavà
Gavà è un comune spagnolo di 45 994 abitanti situato nella comunità autonoma della Catalogna.

## Società

### Evoluzione demografica
Gavá conta 45 190 abitanti secondo l'INE.
-

## Amministrazione

### Gemellaggi
- Olocau

## Sport
La squadra di calcio cittadina è il Club de Futbol Gavà con colori sociali rosso-blu.